# Baggbo
Baggbo is een plaats in de gemeente Borlänge in het landschap Dalarna en de provincie Dalarnas län in Zweden. De plaats heeft 59 inwoners (2005) en een oppervlakte van 26 hectare.